# یک کتاب ارثی درباره هنر جنگ
یک کتاب ارثی دربارهٔ هنر جنگ (به ژاپنی: 兵法家伝書) یک متن ژاپنی در مورد تئوری و نحوهٔ شمشیرزنی و استراتژی است که توسط سامورایی یاگیو مونه‌نوری در سال ۱۶۳۲ نوشته شده‌است. در کنار کتاب پنج حلقه میاموتو موساشی، این یکی از رساله‌های برجسته در زمینه جنگ در ادبیات کلاسیک ژاپن است. مشابه کارهای معاصر موساشی، آثار مونه‌نوری نیز برای کاربردی فراتر از الگویی برای یک جنگجو جذابیت‌هایی را به دست آورده‌است.